# Vadebra philippinensis
Vadebra philippinensis är en fjärilsart som beskrevs av Hayashi, Schroder och Colin G.Treadaway 1981. Vadebra philippinensis ingår i släktet Vadebra och familjen juvelvingar. Inga underarter finns listade i Catalogue of Life.